# Frontera entre Djibouti i Etiòpia
La frontera entre Djibouti i Etiòpia és una línia de 390 kilòmetres que separa Djibouti de l'Etiòpia. Va des del trifini entre Somàlia, Djibouti i l'Etiòpia a Djalello, que es troba entre Djibouti, l'Etiòpia i l'Eritrea al cim del Mousa Ali.
Aquesta frontera entre les possessions franceses al voltant del golf de Tadjoura i Etiòpia es defineix per primera vegada en el Tractat de 20 de març de 1897 signat a Addis Abeba per Léonce Lagarde i Menelik II. No està delimitat sobre el terreny i agrimensurat.
El trifini al sud punt va ser definit al març de 1934 a la conclusió de les negociacions entre les autoritats colonials de la Somàlia francesa, les autoritats colonials de Somaliland i el govern d'Etiòpia.
El ptrifini al Nord es va establir a l'abril de 2002 per la Comissió de demarcació entre Etiòpia i Eritrea.
La frontera entre Etiòpia i la Somàlia Francesa es va definir entre 1945 i 1955 entre França i Etiòpia. Cal assenyalar que aquesta delimitació també ha afectat un segment que separa Djibouti d'Eritrea avui entre la muntanya Moussa Ali i Dadda'to. Això suggereix que per 'Etiòpia, el trifini es troba a Dadda'to, cosa que va argumentar davant la comissió.

## Traçat
Aquesta frontera fou delimitada entre 1948 i 1955. A la part sud, entre Djalelo i el llac Abhe Bid Hayk (senyals 1 a 53), el seu recorregut passa per: Madaha-Djallelo, Tarantar, Gueldagaass, Hellengoudouden, Nahiiso, oued de Gueldaga-Ass, Hadado, Egisso-Yer, Rahale Godle, Rahale Igle, pics d'Assamo, cota 1023 al cim del Degouene, cresta del Degouene, coll de Si Yaro, Koudale, mont Ouarable, turó d'Adeyale, coll d'Adeyale, coll de Doun-Yer, cota 1287, cresta de Daha Arrey, Souffi, Lebile, plateau de Gooldaanle, massís de Labakourousle (3 bornes), oued Guelile, turó d'Ali-Adone, pic d'Arrouo, travessa els corrents dels oueds Mouloud i Ourouenenle, coll de Ouama-Ass (3 bornes), altiplà de Madaha Ouama Mado, altipl+a de Koulamale (3 bornes), Kabeiti, turó de Tourtour, Lebi (Garhe), Lebi-Yer, oued Oukoula, turó de Manda, Sankal, línia dels penya-segats al sud del Gobad, Arale-Koma, Alhid Daba, Gabla, Sida (2 bornes), Sah Helle, Bakhiree, Mouyalo, Modahtou, llac Abbé.
A continuació, la frontera travessa el llac Abbé, després el traçat passa per (bornes 54 a 90) : 

Aleilou, Assa Koma, penya-segat sud de Kadda Marmar, Afdati; Gaùrolli, Aba (2 bornes), Bessouli Gueira, Aoureli, Kadda Gamarre, Ogag, després d'Ogag, Alilissa, Gonni Koma, Ableita, Afa Koma, Kabeyou, Logogola (3 bornes), Kimbirre (2 bornes), Badi Gueira, Garaba, Baleitou, Kilma Gueira, Aouya, Kaima Koma, Kalla-Assa (3 bornes), Moudhoud, Cadoda, Daimoli, Inakir, Damatou, Dirko Koma, Moussa 'Ali.